# Joseph Meng Ziwen
Joseph Meng Ziwen (19 de marzo de 1903 -  14 de enero de 2007), fue un obispo católico de la diócesis de Guangxi en China.
Nació en Nanning (Guangxi) en el seno de una familia católica, e ingresó muy joven en el seminario de Penang (Malasia) donde estudió Filosofía y Teología. Fue ordenado sacerdote en 1935 en Nanning.
Tras la Guerra Civil y el triunfo de Mao Zedong, fue enviado en 1950 a un campo de concentración, laogai, donde estuvo hasta 1957. Al salir, aprovechando sus estudios de Medicina abrió una clínica, pero fue acusado de atender a enemigos de la Revolución y enviado de nuevo al laogai para su «reeducación».
Liberado en los años 70, se dedicó a reestructurar la diócesis de Guangxi, compuesta por unos 90.000 fieles. En los años 80, aprovechando los primeros cambios en la política religiosa, Monseñor Meng pudo reclamar algunas propiedades de la Iglesia católica y reconstruir templos, y reclutó a jóvenes católicos como monjas y seminaristas para colaborar en el trabajo evangelizador. La Santa Sede le nombró obispo el 24 de marzo de 1984 pero, obediente a la jerarquía de la Santa Sede, se negó a entrar en la Iglesia Nacional vigilada por el estado, por lo que su condición de obispo no era reconocida por éste: para evitar problemas a sus feligreses siempre firmó como sacerdote. Se ganaba la vida vendiendo fertilizantes, lo que le permitía moverse de forma relativamente libre alrededor de Guangxi para visitar a las comunidades cristianas.
Era llamado «Lao shenfu», que significa "anciano sacerdote", ha sido el más longevo, y celebraba misas en tres parroquias de su diócesis hasta el año 2004, con 101 años. "Traer a Cristo al mundo" fue la meta declarada de su vida. Falleció el 14 de enero de 2007 debido a un cáncer de hígado.